# Sigurðr Hrísi Haraldsson
Sigurðr Hrísi Haraldsson (in norvegese: Sigurd Rise Haraldsson; dopo l'872 – dopo il 927) fu re di Ringerike, Hadeland e Toten.

## Biografia
Sigurðr Haraldsson detto Hrísi fu il primo di figlio di re Harald I Bellachioma e Snæfrídr, figlia di Svási il Finnico. Il suo epiteto è controverso, il termine hrís infatti significa "sottobosco" con particolare riferimento ai piccoli rami spezzati che solitamente ricoprono il suolo in certi boschi. Alcuni ritengono sia equivalente a hrísungr ovvero "bastardo/bambino partorito nel sottobosco" mentre E. Mundal in Memory Of The Past And Old Norse Identity ritiene che sia frutto di un'errata trascrizione dal norvegese all'islandese e che l'epiteto fosse originariamente risi cioè "gigante".
Nacque certamente dopo l'872, anno della battaglia di Hafrsfjord, sebbene la data e il luogo siano ignoti. Trascorse la giovinezza insieme ai fratelli nella casa del padre adottivo Þjóðólfr di Hvinir, a Kvinesdal, nell'Agder.
In seguito alla morte della madre, di cui re Harald era follemente innamorato, fu allontanato insieme ai fratelli Hálfdanr, Guðrøðr e Rögnvaldr. Il sovrano riteneva infatti che la donna lo avesse ammaliato con le arti magiche distogliendolo dal governo del regno. La situazione migliorò grazie all'intermediazione del loro padre adottivo, Þjóðólfr di Hvinir, che lo convinse a riappacificarsi con i figli affermando che le colpe della madre non sarebbero dovute ricadere su di loro. In ogni caso Harald volle che Sigurðr stabilisse la propria dimora nel Ringerike insieme al fratello Hálfdanr. Divenne un valoroso guerriero così come tutti i suoi fratelli.
Attorno al 900, quando re Harald aveva ormai all'incirca cinquant'anni, per cercare di placare le continue liti intestine tra i suoi figli e gli jarl, decise di accontentarli conferendo a molti di loro il titolo di re e divise il regno in vari potentati minori le cui rendite sarebbero spettate per metà a lui e per metà al sovrano locale, inoltre ai figli sarebbe stato concesso di sedere sotto il suo seggio ma sopra quello degli jarl. A Sigurðr toccarono i regni di Ringerike, Hadeland e Toten che divise insieme ai fratelli Guðrøðr e Rögnvaldr (Hálfdanr era già morto). Si sposò ed ebbe tre figli: Hálfdanr, Vébjörn e una figlia dal nome ignoto. Non si conoscono altri dettagli sulla sua vita.